# Anne Willem Bijleveld
Anne Willem Bijleveld (Utrecht, 9 maart 1946) is een Nederlands bestuurder en VN-functionaris.

## Levensloop
Bijleveld werd in 1946 in Utrecht geboren als zoon van de burgemeester van Borger Rudolf Theodoor Bijleveld en van jkvr. Ellegonda Duranda van Holthe tot Echten. Hij behaalde een postgraduaat politicologie aan de Universiteit van Lausanne in Zwitserland. Hij begon zijn lange carrière bij de Verenigde Naties. Eerst werd hij regionaal vertegenwoordiger bij het secretariaat UNHCR van de Verenigde Naties in de Verenigde Staten en in het Caribische gebied. Daarna vervulde Bijleveld steeds belangrijker bestuursfuncties in onder andere Maleisië, Mozambique, Pakistan, Soedan en Thailand. In 1993 werd hij hoofd van de UNHCR missie in Phnom Penh. Vanaf 1996 was Bijleveld werkzaam als speciaal ambassadeur van de UNHCR. Later werd hij coördinator van de Speciale Operaties voor het voormalige Joegoslavië. Bijleveld was nauw betrokken bij de ontwikkeling van het Verdrag van Dayton. Van 1998 tot 2002 functioneerde hij als algemeen directeur van de afdeling Europa van de UNHCR. Sinds januari 2002 is Bijleveld algemeen directeur van de afdeling Externe Betrekkingen van de UNHCR. Daarnaast is hij voorzitter van de RET The Foundation en bestuursvoorzitter van de Sérgio Vieira de Mello Foundation.

## Publicaties
- European migration & refugee policy: how to implement Amsterdam? (1999)
- Refugee survey quarterly: special issue on refugee women (2002)